# Smile (canción de Pearl Jam)
«Smile» es una canción del grupo de rock Pearl Jam, proveniente de su álbum de 1996 No Code. El bajista Jeff Ament escribe la canción y además toca la guitarra en la grabación. Esta además incluye a Eddie Vedder en la armónica. Cuando la canción es interpretada en concierto, Ament y Gossard intercambian instrumentos, así el primero toca la guitarra y el segundo el bajo. En una reseña, el diario The New York Times describió la canción como de un inicio "del tipo de una honesta imitación de Young, completada con la armónica, antes de transformarse en un coro de tipo himno de Pearl Jam."
La canción fue considerada como destacada del álbum "No Code" por la revista Allmusic, junto a las canciones "Sometimes" y "Who You Are".
Un montaje de varias tomas en vivo del grupo tocando "Smile" puede ser encontrado en el DVD Touring Band 2000.

## Significado de la letra
A pesar de que Vedder está acreditado con la letra de la canción, la mayor parte de ella fue escrita por Dennis Flemion, miembro del grupo "The Frogs". Antes de interpretar la canción en un concierto celebrado en Milwaukee, el 30 de junio de 2006, Vedder contó como la canción fue escrita por Flemion en su cuaderno de notas, y ese mismo día comenzaron a crear la música y acomodar la letra.